# Não-diretivismo
Não-diretivismo é uma linha de pensamento pedagógico em que os próprios alunos escolhem os assuntos a serem estudados, e estudam se quiserem, diferente de outras linhas em que esta escolha é feita por professores ou por uma equipe diretiva.
O não-diretivismo defende que a constante intervenção dos adultos limita a capacidade de escolha das crianças, atrasa o amadurecimento, e pode causar outros problemas psicológicos.
São exemplos de escolas não diretivistas as chamadas Escolas democráticas, nomeadamente: a escola de Summerhill, de Neill; a Escola da Ponte,do professor José Pacheco; e a Escola Moderna, de Francisco Ferrer e a Escola Plural.
Alguns autores que defendem esta tendência são:
1. Jonh Dewey: que acredita que o aprendizado se dá através da pesquisa individual.
2. Paulo Freire: dá ênfase ao não formal.
3. Freinet: importância ao saber do próprio aluno, temas extraídos da vida cotidiana do aluno
4. Tragtemberg: defende a relação horizontal entre professores e alunos, ambos são sujeitos no ato de conhecer.